# Jorge de Castro Cancio
Jorge de Castro Cancio (n. Papantla, Veracruz; 22 de junio de 1887-f. Cuautla de Morelos; 25 de abril de 1941). Educador mexicano que impulsó la educación socialista y escribió libros de texto sobre historia de México. 

## Primeros años
Nació en Papantla, Veracruz, el 22 de junio de 1887. Fueron sus padres Benjamín de Castro Meneses y Belén Cancio Zamora, ambos oriundos de Sancti Spíritus (Cuba). Su educación la recibió en su ciudad
natal, en donde también cultivó su interés por las clases necesitadas y forjó su vocación por la educación.

## Labor política
Se adhirió al movimiento revolucionario de 1910 y fundó en Papantla el "Partido Liberal Rojo".  Al triunfo de la revolución maderista en 1911 aceptó la invitación de su futuro suegro, Rodolfo Curti, para integrarse al recién fundado “Club Popular Progresista”, del cual él fungió como secretario y su hermano Benjamín de Castro Cancio como tesorero.  Gracias a la labor de esta organización, se ganó el apoyo popular y el gobernador del estado, designó a Curti jefe político de Papantla.

## Labor educativa
Lo suyo, sin embargo, no era la política, sino la educación.  En su ciudad natal hizo sus estudios primarios y en la Escuela Normal de Xalapa cursó la carrera de maestro.  Se tituló en 1906 ejerciendo de inmediato su profesión docente en Papantla y en Tuxpan como maestro frente a grupo.  Más tarde, su carrera lo llevó, tanto como maestro de grupo, como en calidad de inspector escolar, entre 1919 y 1928 a varios lugares del estado de Veracruz. Trabajó en 1921 en Tuxpan, y entre 1925 y 1928 en Orizaba, Córdoba y Zongolica.
En 1928 llegó a la Ciudad de México, donde ocupó algunos cargos en la Secretaría de Educación Pública. Entre otros fue inspector de Historia en la capital. 
Fue maestro de historia en la Secundaria 3 "Héroes de Chapultepec", así como en la Escuela Orientación.

## Sus libros
De Castro fue uno de los pioneros, junto con Luis Chávez Orozco, Gregorio Torres Quintero y Longinos Cadena, de la educación socialista en México, durante los años treinta.  En cierta forma, fue uno de los introductores de la escuela activa en ese país.  En su libro Historia de México de 1935 propone crear en cada escuela un museo escolar, una biblioteca, un pequeño seminario de investigación y un club de historia.  En su visión de la historia de México, consideraba a Morelos como la figura central y a Josefa Ortiz de Domínguez como la "madre de la patria".  Se considera su obra como el esfuerzo más coherente de interpretación marxista de la historia nacional.
Fundó la Escuela Secundaria Orientación, en el edificio de la escuela primaria "Benito Juárez", en la Colonia Roma, donde funcionaba como escuela vespertina.  Fue director de ella. Escuela de corte activo y socialista, fue financiada por los masones.  También fue maestro de la Escuela Secundaria  n.º 3 "Héroes de Chapultepec" y durante la gestión como director del Dr. Manuel Barranco, don Jorge fue el subdirector secretario de la escuela.  En ambas escuelas muchas personalidades fueron sus alumnos.
Algunos de los títulos de libros de su autoría son: La industria vainillera: compilación de datos referentes a la vainilla, sobre historia, geografía, siembra, cultivo, beneficio, etc. (Impr. de la Secretaría de Relaciones Exteriores, 1924), Historia patria, para el 2.º grado del 2.º ciclo (4.º año - 1935), Historia Patria (Ediciones Águilas, S.A. 1941). En 1952, este libro fue censurado por presuntos ataques a la religión católica.

## Reconocimientos
Hay, al menos, cuatro escuelas que llevan su nombre: La Escuela Secundaria "Jorge de Castro Cancio", ubicada en 16 de Septiembre 300, Papantla de Olarte, 93400 Veracruz, fundada por él en enero de 1931, la preescolar "Jorge de Castro Cancio", que se encuentra frente al campo deportivo, en la localidad de El Chote, Papantla de Olarte, 93534 Veracruz, la escuela primaria Jorge de Castro Cancio que se encuentra en la localidad cerro del carbón, papantla de olarte, 93537 Veracruz, la Escuela  Primaria "Jorge de Castro Cancio", en Atzacán (5 Norte 9 bis), una población cercana a Orizaba, Veracruz.
También hay una calle que lleva su nombre, en la Colonia Manantiales, de la ciudad de Papantla.
Don Jorge murió intempestivamente en una visita a la ciudad de Cuautla, Morelos. Dejó a su esposa, Sara Curti Ortiz, (1897-1969) y a sus tres hijos, Sara Elena (maestra 1920-2016), Jorge Alberto (ingeniero, 1921-2017) y Rodolfo (médico radiólogo, 1923-2013).
Muchos de los datos presentados en este artículo provienen de información proporcionada oralmente por los hijos del Maestro de Castro.